# SLC-4
SLC-4 (англ. Space Launch Complex 4, буквально Космический пусковой комплекс-4) — стартовый комплекс, расположенный на территории базы Ванденберг Военно-воздушных сил США в округе Санта-Барбара штата Калифорния.
Комплекс включает 2 стартовые площадки, SLC-4W (западная) и SLC-4E (восточная). Обе площадки были построены для запусков ракеты-носителя Atlas-Agena, позже были переоборудованы для запусков ракеты-носителя Titan.
SLC-4E в настоящее время используется для запусков ракеты-носителя Falcon 9, в будущем планируется использовать его и для Falcon Heavy.
SLC-4W переоборудован и используется в качестве посадочной площадки для первой ступени Falcon 9.

## SLC-4E

### Atlas-Agena
Первый запуск ракеты-носителя Atlas-Agena-D со стартовой площадки, которая изначально называлась PALC2-4, состоялся 14 августа 1964 года. Всего состоялось 27 запусков Atlas-Agena, последний из которых 4 июня 1967 года.

### Titan IIID
В 1971 году площадка была переоборудована для запусков ракеты-носителя Titan III. Дебютный полёт Titan IIID со стартовой площадки SLC-4E был выполнен 15 июня 1971 года. Всего состоялось 22 запуска Titan IIID, последний — 17 ноября 1982 года.

### Titan 34D
Семь запусков ракеты-носителя Titan 34D было выполнено с 20 июня 1983 года по 6 ноября 1988 года.

### Titan IV
Впервые ракета-носитель Titan IV была запущена со стартовой площадки SLC-4E 8 марта 1991 года. 19 октября 2005 года, после последнего, двенадцатого, запуска Titan IVB, площадка была закрыта.

### Falcon 9

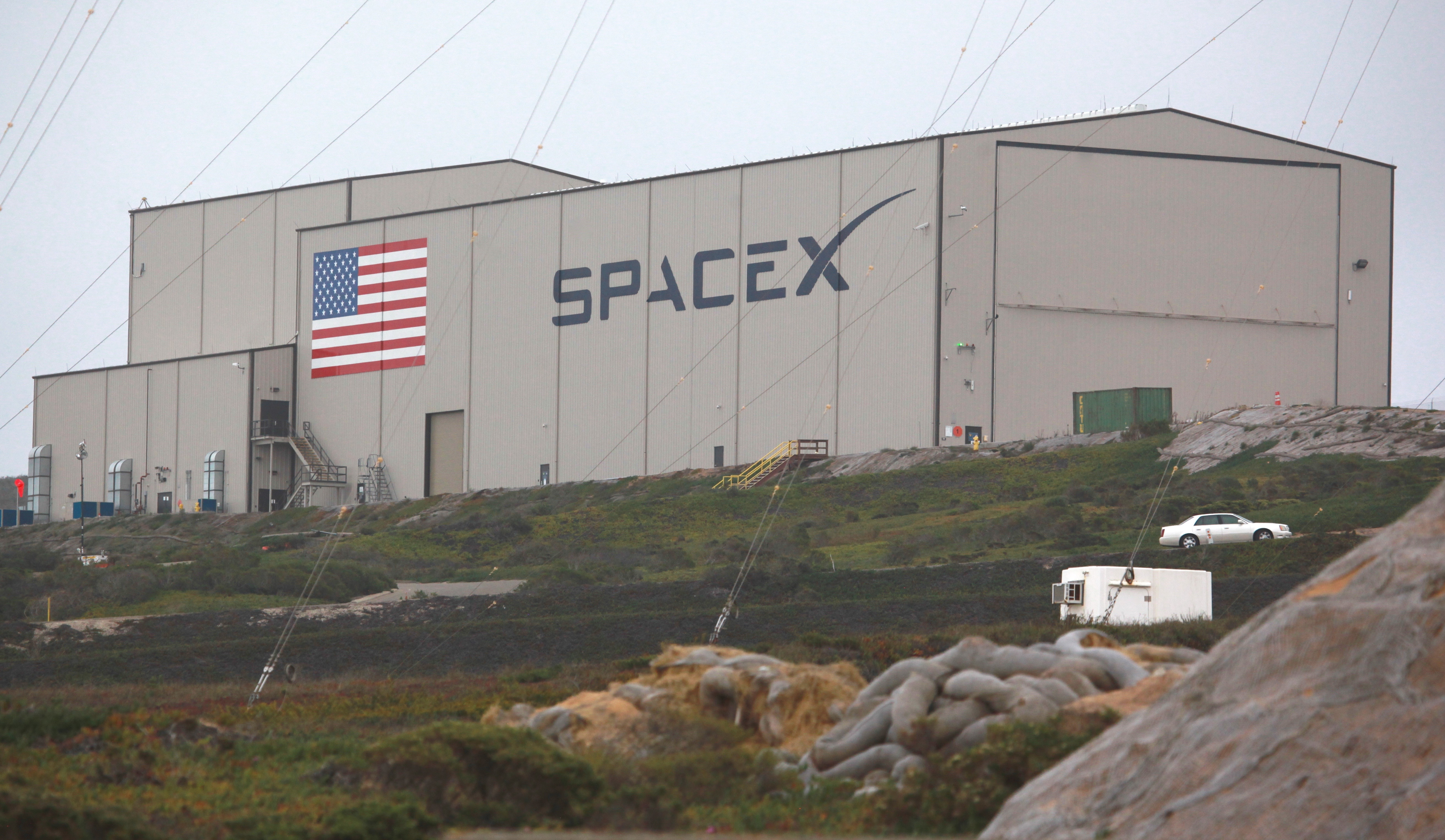
Ангар горизонтальной сборки ракет

Компания SpaceX начала переоборудование стартовой площадки в начале 2011 года. Планировалось снести некоторое старое оборудование, в частности подвижную сервисную башню вертикальной сборки и некоторые топливные трубопроводы. Также планировалось сооружение нового ангара горизонтальной сборки ракеты-носителя.
Работы длились около 2 лет и обошлись компании в 30 млн долларов. Стартовая площадка будет использована для запуска полезной нагрузки на полярные орбиты с помощью ракет-носителей Falcon 9 и Falcon Heavy.
Первый запуск ракеты-носителя Falcon 9 со стартовой площадки SLC-4E состоялся 29 сентября 2013 года в 15:51 UTC. Это был первый запуск новой версии Falcon 9 v1.1. Ракета-носитель доставила на полярную орбиту канадский спутник CASSIOPE.

## SLC-4W

### Atlas-Agena
Первый запуск со стартовой площадки состоялся 12 июля 1963 года, ракета-носитель Atlas LV-3 Agena-D вывел на орбиту первый разведывательный спутник из серии KH-7 Gambit.
Всего было выполнено 12 запусков ракеты-носителя со стартовой площадки, именуемой в то время PALC2-3. Последний запуск проведён 12 марта 1965 года.

### Titan IIIB
Площадка была переоборудована для запусков ракеты-носителя Titan, получив нынешнее название.
Впервые со стартовой площадки SLC-4W ракета-носитель Titan IIIB был запущен 29 июля 1966 года. Всего было произведено 70 запусков Titan IIIB, последний — 12 февраля 1987 года.

### Titan 23G
Между 5 сентября 1988 года и 18 октября 2003 года было выполнено 12 запусков ракеты-носителя Titan II в конфигурации 23G.

### Посадочная зона 4
Компания SpaceX арендовала площадку SLC-4W, для переоборудования её в посадочный комплекс, который будет использован для посадки первой ступени ракет-носителей Falcon 9 и Falcon Heavy.
Первая на этой площадке посадка первой ступени Falcon 9 была выполнена 8 октября 2018 года, после запуска спутника SAOCOM-1A.

## История запусков

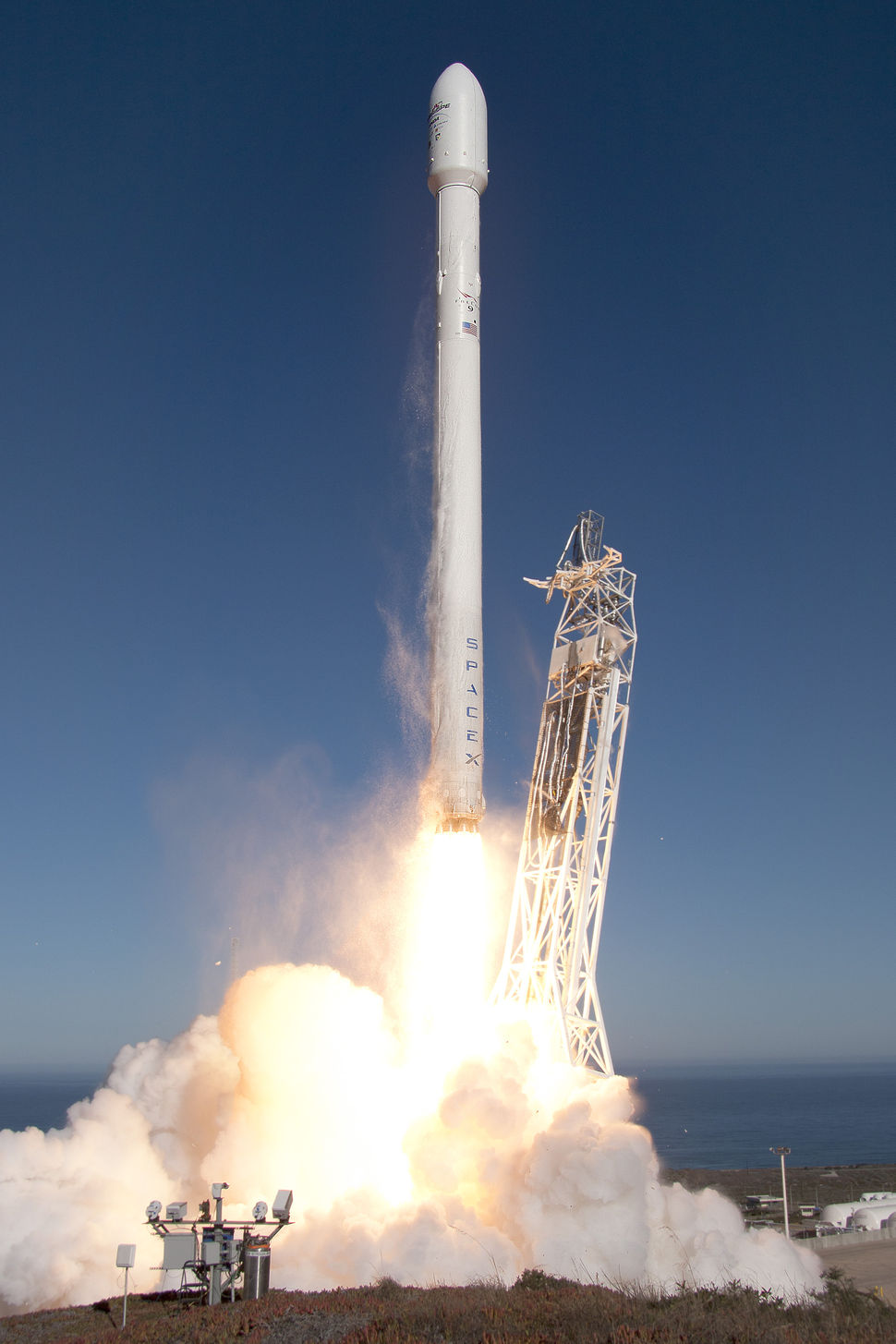
Первый запуск Falcon 9 с площадки SLC-4E

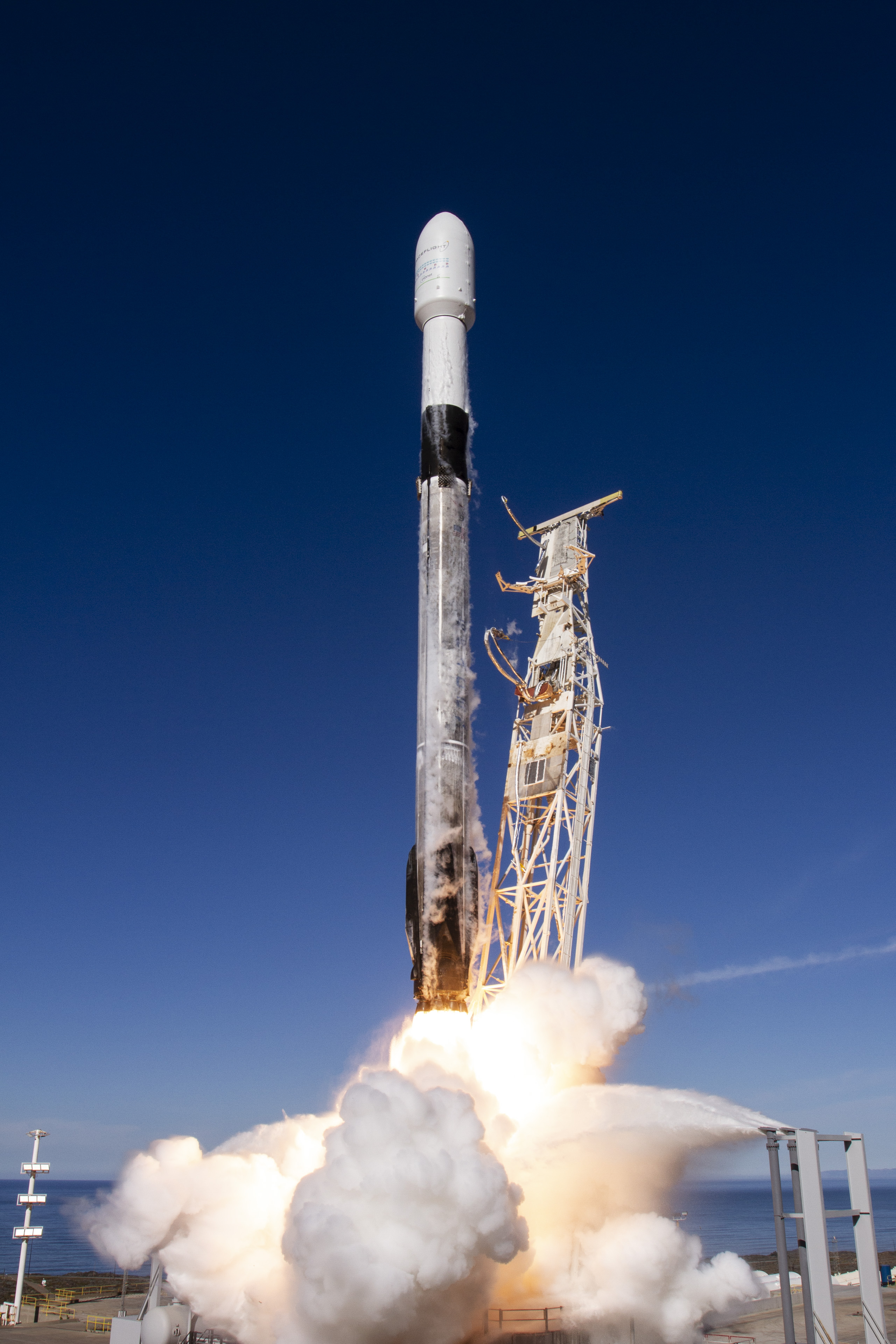
Третий полёт первой ступени B1046, миссия SSO-A

| № | Дата (UTC)       | ПУ | Ракета- носитель | Полезная нагрузка           | Орбита   | Результат |
| --- | ---------------- | -- | ---------------- | --------------------------- | -------- | --------- |
| Полный список запусков приводится в немецко-язычной версии статьи «Vandenberg AFB Space Launch Complex 4» |                  |    |                  |                             |          |           |
| 161 | 19 октября 2005  | 4E | Titan 404B       | KH-11 14 (USA-186, NROL-20) |          | Успех     |
| 162 | 29 сентября 2013 | 4E | Falcon 9 v1.1    | CASSIOPE                    | Полярная | Успех     |
| 163 | 17 января 2016   | 4E | Falcon 9 v1.1(R) | Jason-3                     | НОО      | Успех     |
| 164 | 14 января 2017   | 4E | Falcon 9 FT      | Iridium-1                   | НОО      | Успех     |
| 165 | 25 июня 2017     | 4E | Falcon 9 FT      | Iridium-2                   | НОО      | Успех     |
| 166 | 24 августа 2017  | 4E | Falcon 9 FT      | FORMOSAT-5                  | ССО      | Успех     |
| 167 | 9 октября 2017   | 4E | Falcon 9 FT      | Iridium-3                   | НОО      | Успех     |
| 168 | 23 декабря 2017  | 4E | Falcon 9 FT      | Iridium-4                   | НОО      | Успех     |
| 169 | 22 февраля 2018  | 4E | Falcon 9 FT      | PAZ                         | ССО      | Успех     |
| 170 | 30 марта 2018    | 4E | Falcon 9 FT      | Iridium-5                   | НОО      | Успех     |
| 171 | 22 мая 2018      | 4E | Falcon 9 FT      | Iridium-6, GRACE-FO         | НОО      | Успех     |
| 172 | 25 июля 2018     | 4E | Falcon 9 FT      | Iridium-7                   | НОО      | Успех     |
| 173 | 8 октября 2018   | 4E | Falcon 9 FT      | SAOCOM-1A                   | ССО      | Успех     |
| 174 | 3 декабря 2018   | 4E | Falcon 9 FT      | SSO-A                       | ССО      | Успех     |
| 175 | 11 января 2019   | 4E | Falcon 9 FT      | Iridium-8                   | НОО      | Успех     |

## Фотогалерея

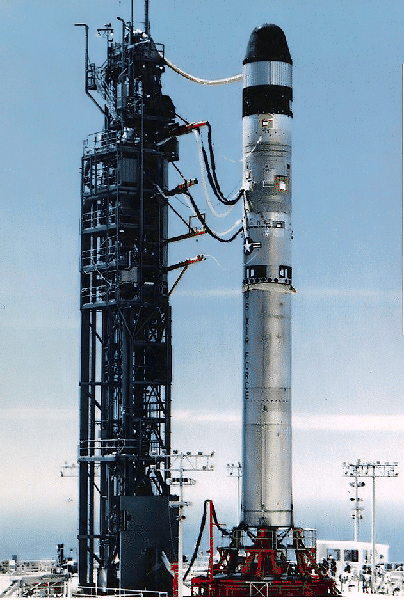
Ракета-носитель Titan 23G на стартовой площадке площадке SLC-4W
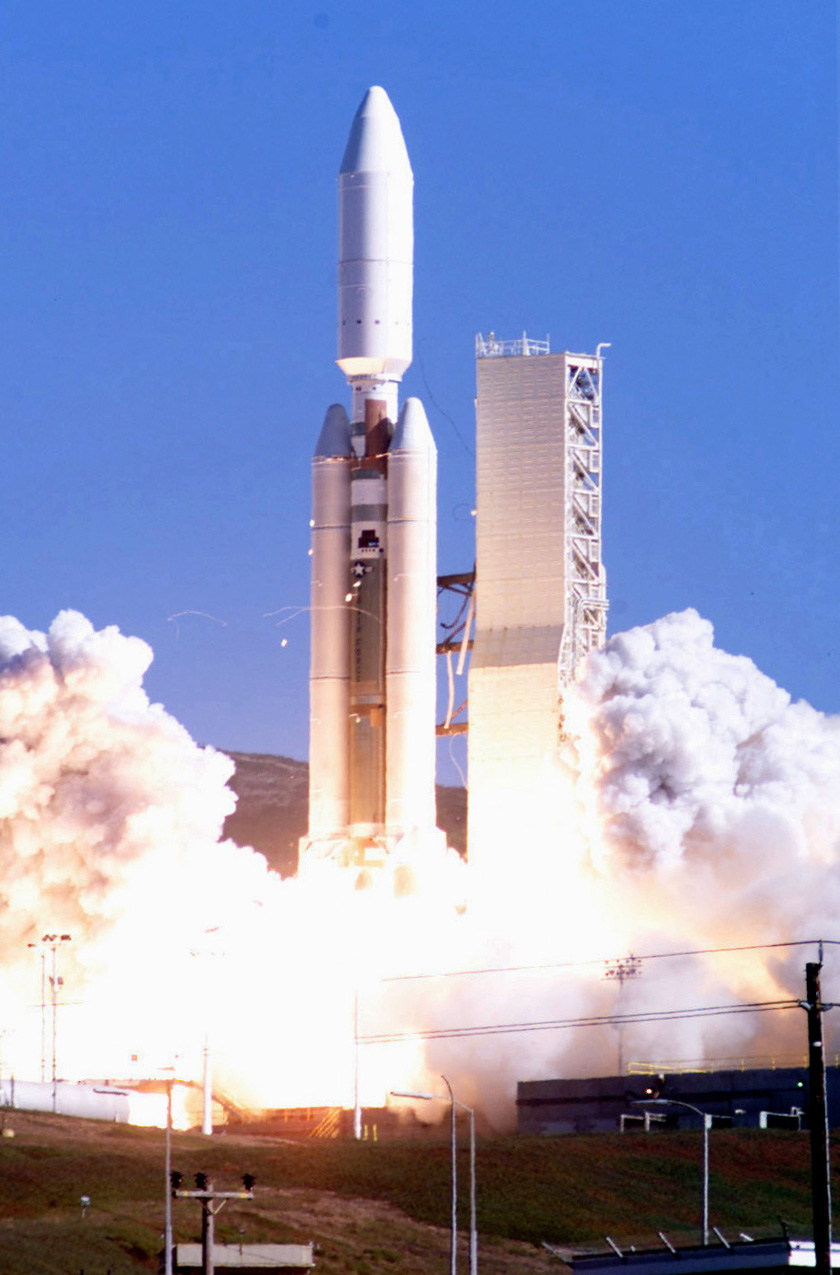
Запуск Titan IVB со спутником Lacrosse
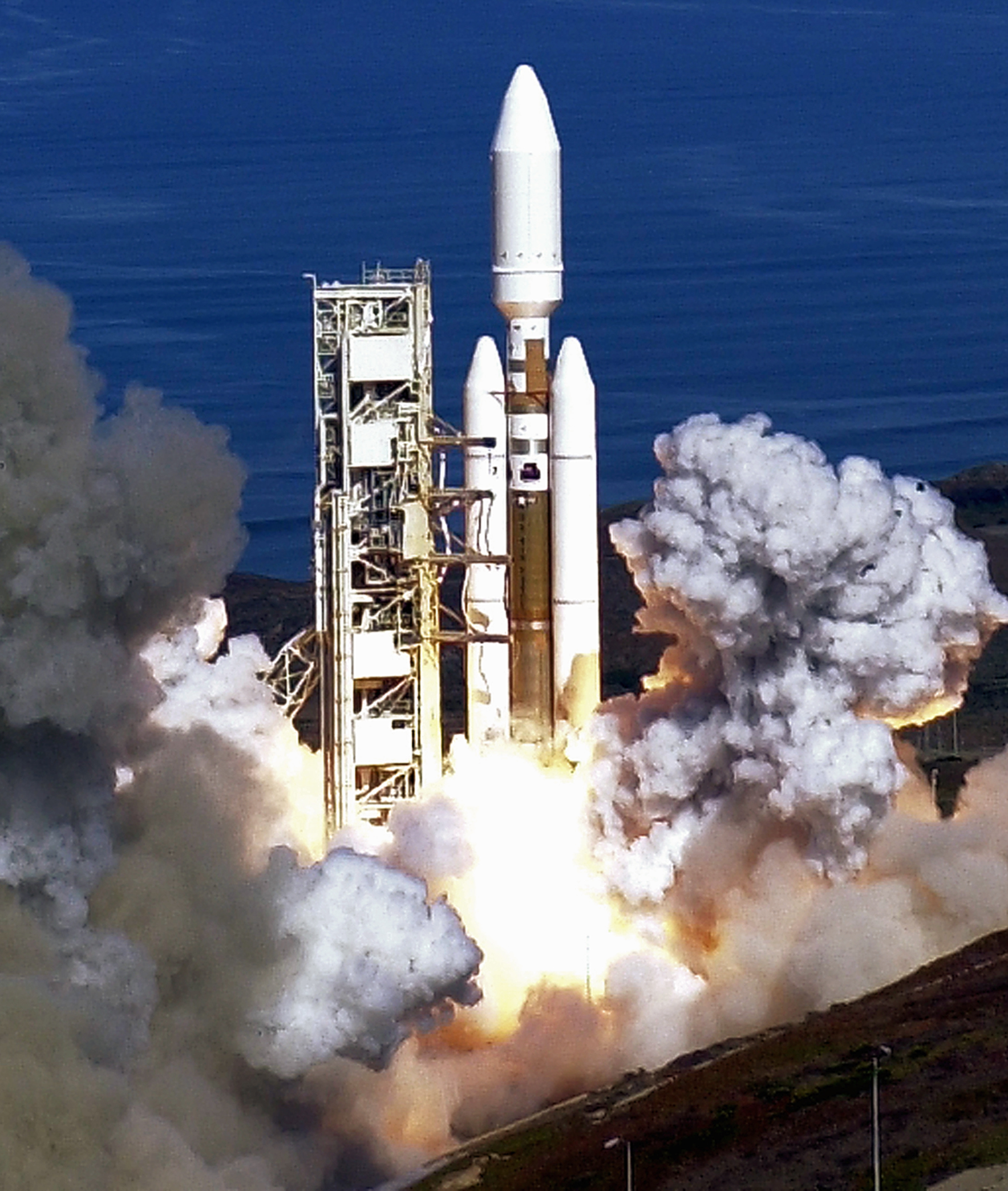
Последний запуск Titan IV с площадки SLC-4E в 2005 году
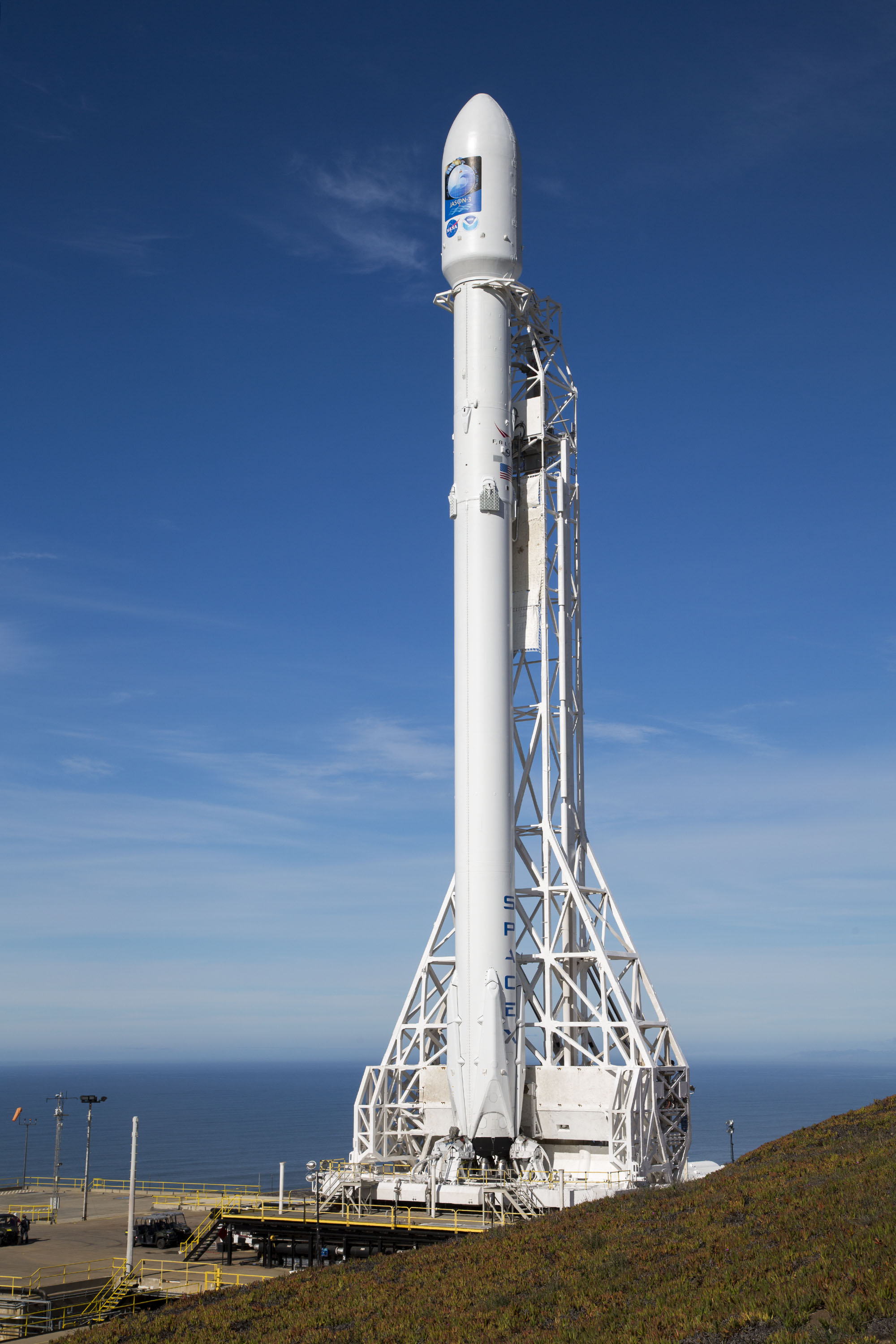
Ракета-носитель Falcon 9 перед запуском спутника Jason-3